# NGC 636
NGC 636 é uma galáxia elíptica (E3) localizada na direcção da constelação de Cetus. Possui uma declinação de -07° 30' 44" e uma ascensão recta de 1 horas, 39 minutos e 06,5 segundos.
A galáxia NGC 636 foi descoberta em 10 de Janeiro de 1785 por William Herschel.